# 世田谷区立芦花中学校
世田谷区立芦花中学校（せたがやくりつ ろかちゅうがっこう）とは東京都世田谷区粕谷二丁目に存在する区立の中学校である。2012年より隣接する世田谷区立芦花小学校と一体の校舎となっている。また、特別支援学級（I組）も併設されている。

## 沿革
- 1958年 - 世田谷区立烏山中学校分校として創立
- 1959年 - 分校開校式
- 1960年 - 世田谷区立芦花中学校として独立
- 1964年 - 校歌・校旗制定
- 1973年 - 野球部春季大会優勝　秋季新人戦優勝
- 1974年 - 野球部夏季大会優勝
- 1977年 - 野球部秋季新人戦優勝
- 1981年 - 男子バレー部世田谷大会3位入賞
- 1988年 - 体育館・格技室・クラブハウス等落成記念式典・祝賀会
- 1993年 - 卓球部夏団体戦優勝 男子バスケットボール部夏季選手権大会準優勝
- 1995年 - 卓球部団体3位
- 1996年 - バスケット部区ベスト3　卓球部団体優勝　テニス部団体優勝
- 1998年 - バスケット部男子夏季選手権大会3位　卓球部都大会出場
- 1999年 - バスケット部区新人ベスト2　ソフトテニス部区団体ベスト3
- 2019年 - 小中校舎改築開始

## 委員会

### 中央委員会
生徒会役員・各専門委員長・学級委員によって構成されている。主に行事などの運営・準備を行ったり委員会から出た活動案の審議を行う。

### 専門委員会
- 生徒会
- 学級委員会
- 図書委員会
- 整美委員会
- 保健委員会
- 放送委員会
- 給食委員会
- 体育委員会

## 部活動

### 運動部
- サッカー部
- 男子硬式テニス部
- 女子硬式テニス部
- バスケットボール部（男女）
- 女子バレーボール部
- 男子バレーボール部
- 卓球部
- 軟式野球部
- バドミントン部
- I組（あいぐみ）スポーツクラブ

### 文化部
- パソコン部
- 手芸部
- 生け花部
- アコースティックギター部
- 茶道部
- 読書部

## 校区
- 世田谷区立芦花小学校
  - 通学区域:粕谷1～2丁目全域

## 交通アクセス
- 京王線 芦花公園駅下車、徒歩5分

## 著名な出身者
- 花咲あいり（元宝塚歌劇団・宙組）- 宝塚歌劇団94期生
- 味方良介（俳優）
- 岡本舞子（アイドル・歌手・女優）